# Freiburg (Schiff)
Das Trossschiff Freiburg war von 1968 bis 2003 ein Versorgungsschiff der Deutschen Marine.

## Das Schiff
Der Versorger Freiburg war der dritte von insgesamt acht Versorgern der Lüneburg-Klasse.
Als Teil des Bauprogramms „Klasse 701“ wurde das Schiff gebaut und am 27. Mai 1968 mit der Kennung A 1413 und dem internationalen Rufzeichen DSFP, gemäß Befehl Nr. 319, Marine, für das 2. Versorgungsgeschwader in Dienst gestellt. Gleichzeitig mit der Freiburg wurde bei Blohm + Voss in Hamburg das Schwesterschiff Offenburg, das Heck an Heck mit der Freiburg an der Werftpier lag, für das 1. Versorgungsgeschwader in Dienst gestellt.
Die Freiburg unterstand dem 2. Versorgungsgeschwader in Wilhelmshaven, wurde jedoch im Stützpunkt Cuxhaven an der Nordsee stationiert, in welchem sie erstmals am 29. Mai 1968 um 14.00 Uhr festmachte.
Neuer Heimathafen für die Freiburg wurde am 30. September 1969 der Marinestützpunkt Heppenser Groden in Wilhelmshaven.
Im Jahr 1981 erhielt die Freiburg aufgrund umfangreicher Neuorganisation der internationalen Rufzeichen der NATO ein neues Rufzeichen zugeordnet. Das neue Rufzeichen lautete DRKC.
Von 1983 bis 1984 wurde die Freiburg aufgrund von gestiegenen Versorgungsanforderungen der Flotte in Bremerhaven bei MWB um 14,50 m verlängert und zusätzlich mit einem Hubschrauberlandedeck versehen. Sie wurde von da an als Einheit der Klasse 701 E geführt.
Während des ersten Golfkriegs 1987 war die Freiburg zusammen mit der Fregatte Niedersachsen und dem Zerstörer Mölders Teil der ersten Gruppe der Bundesmarine, die an der NAVOCFORMED partizipierte.
Vom 14. März 1991 bis 13. September 1991 beteiligte sich der Versorger an der Operation Südflanke, einem Minenräumeinsatz im Persischen Golf, während der I. Golfkrise.
Mitte des Jahres 1995 fand die Umstrukturierung vom Boot zum Schiff statt, wodurch auch der Posten des 1. Offiziers an Bord eingerichtet wurde. Ab 2002 nahm das Schiff an der Operation Enduring Freedom im 1. und 3. Kontingent am Horn von Afrika teil.
Die Freiburg überquerte mehrfach den Äquator und den nördlichen Polarkreis und passierte bis auf den Panamakanal alle berühmten Kanäle der Welt, die mit einem Schiff dieser Größe zu passieren sind. Insgesamt fuhr die Freiburg rund 480.000 Seemeilen, davon 240.000 in den letzten zehn Jahren. Dabei besuchte sie mehr als 100 verschiedene Häfen in Nord-, Mittel- und Südamerika, in Afrika, Asien (außer Ostasien) und Europa. Insgesamt dienten mehr als 1.100 Soldaten auf der Freiburg. Die Freiburg hat nie einen Mann in See verloren.
Nachdem der Verkauf an Uruguay beschlossen wurde, wurden umfangreiche Umrüstungen, Überholungen und Instandsetzungen im Marinearsenal (MArs) in Wilhelmshaven durchgeführt.

Das Wappen der Freiburg, das Wappen der Stadt Freiburg im Breisgau

### Transportkapazität
- 1200 m³ Kraftstoff,
- 200 m³ Frischwasser,
- 400 t Munition,
- 1000 t Versorgungsgüter

### Das Wappen
Das Wappen der Freiburg zeigt wie das der namensgebenden Stadt ein rotes durchgehendes Kreuz auf weißem Grund. Es ist das Wappenzeichen des heiligen Georg. Die Flagge hat wie im Wappen ein rotes durchgehendes Kreuz auf weißem Grund. Sie ist identisch mit der Flagge Englands. Sie wird vor allem als Hochkantflagge gehisst, ist aber auch waagerecht zu sehen. Diese Flagge wird seit etwa 1368 benutzt.

Flagge von Freiburg

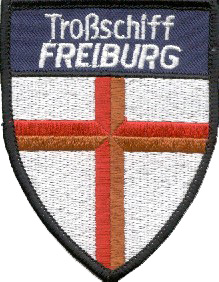
Aufnäher der Freiburg

### Die Schwesterschiffe
- A1411 Lüneburg (1965–1994)
- A1412 Coburg (1965–1991)
- A1414 Glücksburg (1966–2003)
- A1415 Saarburg (1966–1994)
- A1416 Nienburg (1966–1998)
- A1417 Offenburg (1966–1993)
- A1418 Meersburg (1966–2004)

## Außerdienststellung
Am 17. Dezember 2003 um 10:00 Uhr wurde das Trossschiff Freiburg im Marinearsenal Wilhelmshaven außer Dienst gestellt. Der letzte Kommandant, Korvettenkapitän Martin Waldmann hielt die Rede zur Außerdienststellung.

## Indienststellung als General Artigas
Am 6. April 2005 wurde der ehemalige Versorger Freiburg im Marinestützpunkt Wilhelmshaven durch den Inspekteur der uruguayischen Marine (Vizeadmiral Daners) als General Artigas in Dienst gestellt.

## Die Besatzung
Die übliche Besatzung des Schiffs bestand aus 99 Soldaten davon:
- 7 Offiziere
- 11 Portepee-Unteroffiziere
- 26 Unteroffiziere
- 55 Mannschaftsdienstgrade

### Die Kommandanten
In den 35 Dienstjahren der Freiburg taten 13 Kommandanten ihren Dienst an Bord.
| Name                                  | Beginn der Amtszeit | Ende der Amtszeit | Anmerkung                  |
| ------------------------------------- | ------------------- | ----------------- | -------------------------- |
| Korvettenkapitän Rudolf Dau           | 27. Mai 1968        | 30. Sep. 1969     |                            |
| Korvettenkapitän Ernst Hauenstein     | 1. Okt. 1969        | 30. Sep. 1971     |                            |
| Korvettenkapitän Peter Petersen       | 1. Okt. 1971        | 21. März 1974     |                            |
| Korvettenkapitän Horst Hopf           | 22. März 1974       | 15. Nov. 1976     |                            |
| Korvettenkapitän Wolf-Dieter Hoffmann | 16. Nov. 1976       | 30. Sep. 1981     |                            |
| Korvettenkapitän Jürgen Lehmann       | 1. Okt. 1981        | 23. Mai 1986      |                            |
| Korvettenkapitän Rudolf Brosig        | 23. Mai 1986        | 28. Sep. 1989     |                            |
| Korvettenkapitän d.R. Emmo Berends    | 29. März 1989       | 14. Apr. 1989     | Stellvertreter im Kommando |
| Korvettenkapitän Bernd Jordan         | 14. Apr. 1989       | 3. Juli 1989      | Stellvertreter im Kommando |
| Korvettenkapitän Jürgen Maruschke     | 28. Sep. 1989       | 27. Sep. 1990     |                            |
| Korvettenkapitän Rolf Gerriets        | 27. Sep. 1990       | 22. Apr. 1994     |                            |
| Korvettenkapitän Ingo Ullrich         | 22. Apr. 1994       | 30. Sep. 1995     |                            |
| Korvettenkapitän Johann Driendl       | 30. Sep. 1995       | 26. Sep. 1997     |                            |
| Korvettenkapitän Manfred Wilbert      | 26. Sep. 1997       | 9. Juni 2000      |                            |
| Kapitänleutnant Martin Waldmann       | 5. Apr. 2000        | 9. Juni 2000      | Stellvertreter im Kommando |
| Korvettenkapitän Martin Waldmann      | 9. Juni 2000        | 30. Sep. 2003     |                            |

### Die ehemalige Besatzung
Am 17. Dezember 2003 wurde von 25 ehemaligen Besatzungsmitgliedern in Wilhelmshaven der Freundeskreis „Troßschiff Freiburg“ gegründet. Es wurde festgelegt, dass im jährlichen Wechsel gegenseitige Besuche des Freundeskreises mit der Marine-Kameradschaft Freiburg von 1911 e. V. stattfinden sollen. Zum 1. Vorsitzenden wurde der vorletzte Kommandant Fregattenkapitän Manfred Wilbert gewählt.